# Monommata phoxa
Monommata phoxa är en hjuldjursart som beskrevs av Myers 1930. Monommata phoxa ingår i släktet Monommata och familjen Notommatidae. Inga underarter finns listade i Catalogue of Life.